# Plastic Little
Plastic Little (jap. プラスチックリトル, Purasuchikku Ritoru) ist ein Anime von Kinji Yoshimoto und Satoshi Urushihara von 1994.
Zusammen mit Akira und Sailor Moon ist Plastic Little einer der Animes, die die Verbreitung dieser Kunstform in den westlichen Gesellschaften eingeleitet haben und daher große Bekanntheit erreichten.

## Handlung
Auf dem fernen Planeten Jietta ist die 17-jährige Tita Captain des Schiffes Cha Cha Maru. Sie ist Pet-Shop Hunter und jagt zusammen mit ihrer Crew nach seltenen Meerestieren, die sie dann für teures Geld wieder verkaufen kann. Auf dem Weg zur Cha Cha Maru begegnet sie der jungen Elise Altmodisch, die Tochter eines bekannten Wissenschaftlers, welche gerade vom Militär auf der Flucht ist. Tita bietet ihr ihre Hilfe an und nimmt sie mit auf die Cha Cha Maru. Elise wird vom Militär verfolgt, weil ihr Vater eine Erfindung gemacht hat, die vom General des Militärs für einen Putsch auf die Regierung verwendet werden soll. Dafür jedoch braucht er einen Code, den Elises Vater in ihrer DNA verschlüsselt hat. Tita beschließt Elise zu helfen. Nun beginnt der Kampf gegen das Militär und die Entscheidung über die Zukunft der Kolonie.

## Veröffentlichung
Plastic Little ist eine Kollaboration zwischen dem Erotik-Mangaka und Animator Satoshi Urushihara und dem Regisseur Kinji Yoshimoto, die zuvor bereits gemeinsam Legend of Lemnear entwarfen, und erschien als Original Video Animation für den japanischen Heimvideomarkt. Die Animationen wurden von Animationsstudio Animate Film, assistiert durch Studio Pierrot angefertigt. Das Drehbuch stammt von Mayori Sekijima, die Storyboards von Yoshimoto und Urushihara, wobei letzterer auch das Character Design, die Animationsleitung und die szenische Umsetzung vornahm.
Das Werk erschien auf VHS und Laserdisc am 21. März 1994. Eine deutsche Fassung wurde 1995 von damals neugegründeten OVA Films als deren erster Anime auf VHS veröffentlicht, während 2001 eine DVD-Fassung folgte.
1999 wurde eine Fortsetzung namens Femme Femme Buccaneers angekündigt, die jedoch nie erschien.
Jonathan Clements und Helen McCarthy heben hervor, dass obzwar der Anime keine besonders tiefgründige Handlung besitzt, die visuelle Umsetzung von Urushiharas aufwendigen, perfektionierten Zeichenstil (“lush young flesh with glowing perfection”) durch den Anime gleichermaßen perfekt zum Leben erweckt wurde, ohne die üblichen der Animation geschuldeten Abstriche zu machen.

## Synchronisation
Die deutsche Synchronfassung wurde von Aaron Synchros für A.C.O.G.s OVA Films angefertigt.
| Rolle              | Japanische Sprecher (Seiyū) | Deutsche Sprecher    |
| ------------------ | --------------------------- | -------------------- |
| Elise Altmodisch   | Hekiru Shiina               | Christine Schlembach |
| Titaniva Koshigaya | Yuriko Fuchizaki            | Natasa Tolimir       |
| Mikhail Diagilev   | Chikao Ōtsuka               | Thomas Witte         |
| Gaizel             | Hiroshi Naka                | Joachim Rudolph      |
| Nichol             | Kappei Yamaguchi            | Dinis Loures         |
| Joshua L. Balboa   | Norio Wakamoto              | Carlos Gundermann    |
| Roger              | Ryusei Nakao                | Frank Strobelt       |
| May                | Keiko Yokozawa              | Anabel Schaffer      |
| Nalerof            | Yōsuke Akimoto              |                      |

In der japanischen Version sind in weiteren Rollen Hidenari Ugaki und Shinichiro Miki zu hören.

## Manga
Zur Anime zeichnete Satoshi Urushihara auch einen Manga, der ab 1993 im Magazin Comic Nora des Verlags Gakushū Kenkyūsha (Gakken) erschien und dessen Kapitel auch 1994 in einem Sammelband (ISBN 4-05-600510-9) zusammengefasst wurden. Dieser wurde im Jahr 2000 auch auf Deutsch durch Carlsen verlegt (ISBN 3-551-74403-3). Im Jahr 2012 wurde in Japan eine vollständig kolorierte Neuausgabe veröffentlicht (ISBN 978-4-05-607107-8).